# Emmanuel Itier
Emmanuel Itier (Talence, 17 aprile 1967) è un attore, regista e produttore cinematografico francese. Cresciuto in Francia, si è trasferito negli Stati Uniti alla fine degli anni ottanta. Lui e sua moglie Rosanna Bin, hanno avuto un figlio insieme, e risiedono nella California meridionale.
È principalmente ricordato come regista del film Scarecrow, primo capitolo dell'omonima serie cinematografica horror, e come produttore per numerose pellicole fra cui Johnny Mnemonic, The Dentist e 9 settimane e ½ - La conclusione.

## Filmografia

### Cinema

#### Attore
- Scarecrow (2002) anche regista e produttore
- Attila (2013) anche regista
- Sludge, regia di Steve Taylor (2017)

#### Regista
- The Midnight Hour (2001)
- The Invocation (2010) anche produttore
- Femme (2013) anche produttore
- XL Commercial 2016: Dance War, co-regia di Anthony C. Ferrante (2016) anche produttore
- XL Commercial 2016: Ice, co-regia di Anthony C. Ferrante (2016) anche produttore
- The Choice for Love (2017)
- Shamanic Trekker (2017)
- The Cure (2018)

#### Produttore
- The Dentist, regia di Brian Yuzna (1996)
- 9 settimane e 1/2 - La conclusione (Love in Paris), regia di Anne Goursaud (1997)
- Progeny - Il figlio degli alieni (Progeny), regia di Brian Yuzna (1998)
- Autopsia di un sogno (Shattered Image), regia di Raoul Ruiz (1998)
- Wildflower, regia di David Michael Latt (2000)
- Deception, regia di Byron Werner (2000)
- Dennis, regia di David Rozenberg (2001)
- Reasonable Doubt, regia di Eric DelaBarre (2001)
- Caccia a Scarecrow (Scarecrow Slayer), regia di David Michael Latt (2003)
- Il ritorno di Scarecrow (Scarecrow Gone Wild), regia di Brian Katkin (2004)
- XL Energy Drink Commercial, regia di Anthony C. Ferrante (2014) - cortometraggio
- Red Passage, regia di Ho Yi (2014)
- Citizen Animal, regia di Oliver Kyr (2017)